# オパール
オパール（英語: opal）は、鉱物（酸化鉱物）の一種。潜晶質であるため、厳密には準鉱物であるが、国際鉱物学連合ではオパールを正式な鉱物としている。和名と中国語名は蛋白石（たんぱくせき）で、名前の由来は鶏卵の白身に似ているためである。
西洋語のオパールを指す語は、ギリシア語 opallios、または、そのラテン語化 opalus に起源を持つ。これらの語は、サンスクリット語で（宝）石を意味する upālā[s] という語との関係が指摘されている。

## 産出地
主な産地はオーストラリアのクーバーペディやライトニング・リッジ等と、メキシコ、エチオピアなど。
日本でも広く産出するが、宝石質のものはほとんどない。福島県西会津町宝坂には宝石質のものが産出したが、2006年に閉山し、埋め立てられており絶産となっている。
火星においては、2012年に行われた火星探査機キュリオシティによるゲールクレーターの現地調査で、破砕ヘイロー (fracture halo) という鉱物の帯にてオパールが多く含まれていることが確認されており、かつて水が存在して作用して形成された可能性が示唆されている。

## 性質・特徴
化学組成は SiO2・nH2Oで、成分中に10 %ぐらいまでの水分を含む。モース硬度 5 - 6。比重 1.9 - 2.2。劈開性なし。
非晶質である「opal-A」と、結晶構造の始まりを示す潜晶質（隠微晶質）であり肉眼では非晶質のようにみえる「opal-CT」がある。opal-Aは二酸化ケイ素の凝集した球の積み重なりの間に水が充満したもので、二酸化ケイ素の球の大きさによって「プレシャス・オパール」と「コモン・オパール」に分けられる。opal-CTはクリストバライトや鱗珪石の非常に細かい結晶の積み重なりであり、またの名を Lussatite とも言う。これは高圧下で水分含有量が少ない lussatine（またの名を「opal-C」）となり、水分が蒸発したのちに結晶構造を持つクリストバライトや鱗珪石となり、最終的に水晶や玉髄に変化する。
ブドウ状または鍾乳状の集合体や小球状のものとして産出される。透明なものから、半透明・不透明なものまである。ガラス光沢・樹脂光沢をもつものは宝石として扱われ、無色のものから乳白色、褐色、黄色、緑色、青色と様々な色のものが存在する。まれに遊色効果を持つものも存在する。

### 成因
主に火成岩または堆積岩のすき間に、ケイ酸分を含んだ熱水が充填することで含水ケイ酸鉱物としてできる。そのほかにも、埋没した貝の貝殻や樹木などがケイ酸分と交代することで生成されたり、温泉の沈殿物として生成されるなど、各種の産状がある。特に、樹木の化石を交代したものは珪化木と呼ばれる。オーストラリアでは、恐竜や哺乳類の歯などの化石がアパタイトからケイ酸分に入れ替わり、オパール化して発掘されたこともある。
なお、微化石の一種にプラントオパールと呼ばれるものがあるが、これは植物が生きているうちに組織内に形成した非晶質のケイ酸分であり、風化しにくいため、年代当時の地層中にある植物を同定することにも用いられる。

## 分類
遊色効果をもつオパールをプレシャス・オパール (precious opal) といい、遊色効果が無いか、あっても不十分なオパールをコモン・オパール（Common opal）または普通蛋白石と言う。両者の違いは内部構造である。

### プレシャス・オパール
プレシャス・オパールは遊色があり、虹のような多色の色彩を示す
（これをオパールの「火」(fire) と言う）。そのため、宝石としての価値が高い。
プレシャス・オパールは、直径150ナノメートルから300ナノメートルくらいの二酸化ケイ素の分子が六方最密充填構造または立方最密充填構造を形成しており、それゆえ準鉱物 (Mineraloid) として扱われる。分子の大きさがどれだけ揃っているかと、分子の充填度が、宝石としてのオパールの品質を決定する。分子の大きさがバラバラで、あまり充填されていないものは遊色を見せず、コモン・オパールに分類される。
プレシャス・オパールは、地色によってブラック・オパール（黒蛋白石、black opal）、ファイアー・オパール（火蛋白石、fire opal）と区別される。ファイアー・オパールのファイアーとは斑を意味し、play of color または playing fire ともいい、遊色効果を意味する。

### コモン・オパール
コモン・オパールは遊色がなく、石の地色しか見えない。そのため、宝石としての価値が低い。
ミルキーオパールは乳白色から緑がかった青色で、色がきれいなものは宝石として扱われる。他に珍重されるコモン・オパールは、玉滴石 (hyalite)、乳珪石 (Menilite)、間欠石 (geyserite)、木蛋白石 (wood opal) などがある。
- 玉滴石 … 岩石の表面に球状に付着して産出するものを、玉滴石（ぎょくてきせき、hyalite）という。紫外線を照射すると蛍光を発するものがある。日本では飛越地震の際に立山温泉の新湯とともに噴出したことがある（発見後すぐに採り尽され、深く掘ったために温泉が打たせ湯になったという）現在でも玉滴石の沈殿は生成されているが、明治時代の透明な玉滴石は産出していない。なお、立山カルデラ砂防博物館には採掘された玉滴石が展示されている。

- 木蛋白石 … 堆積岩中に埋没した樹木の幹や動物の遺骸と蛋白石が置換することがあり、樹木と置換したものを木蛋白石 (wood opal) と呼ぶ（珪化木の一種）。研磨するときれいな木目がでることから珍重されている。また、貝殻と置換したものを貝蛋白石 (shell opal) と呼ぶ。

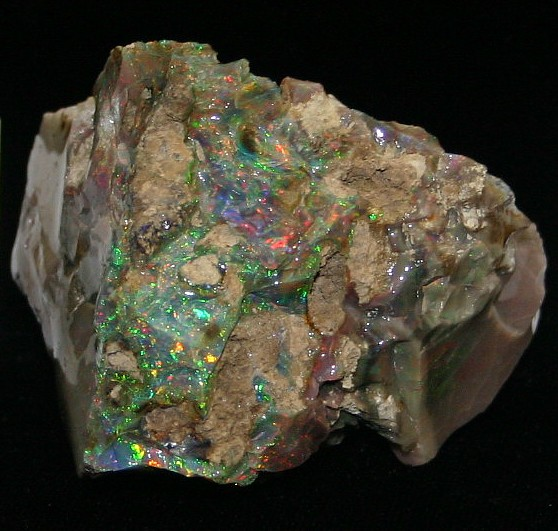
「火」が見えるプレシャス・オパール
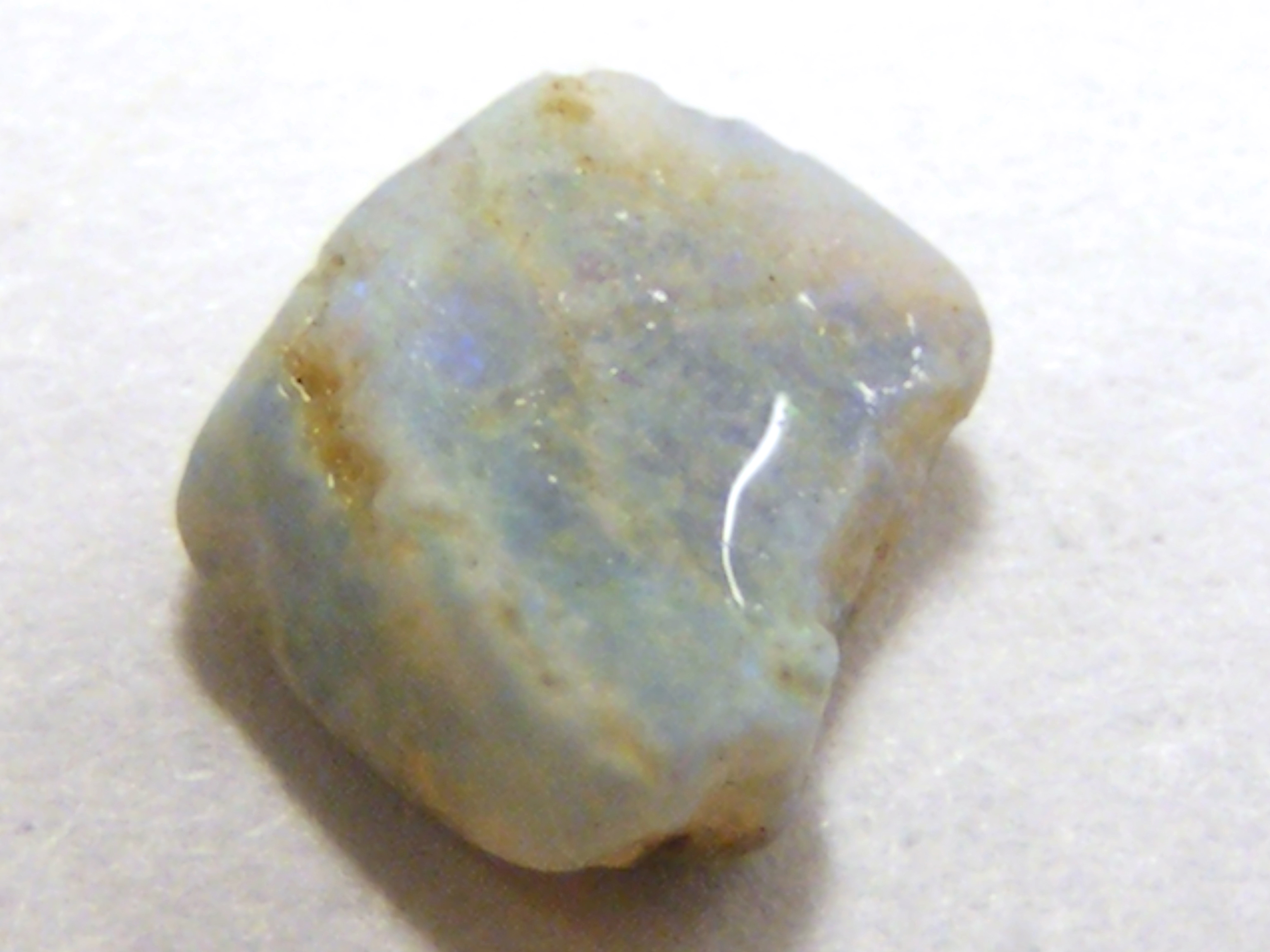
地色しか見えないコモン・オパール

## 用途・加工法
古くは石器の材料の一つとして用いられ、日本でも東北から九州にかけて広範な遺跡から出土する。新潟県佐渡市の堂の貝塚では、精巧に加工された鉄石英および蛋白石製の石鏃を副葬した墓壙が発見されている。
色の美しいものは宝石として扱われる。特に日本で好まれている宝石で、乳白色の地に虹色の輝き（遊色効果）をもつものは中でも人気が高く、「虹色石」とも呼ばれる。
カボション・カットでカットされ、ブローチや各種の装飾品に加工されている。
オパールは宝石の中で唯一水分を含むため、宝石店などでは保湿のため、水を入れた瓶やグラスを置くところもある。水分がなくなると濁ってヒビが入ることがあるためである。オパールの原石はカットされる前に充分天日で乾燥させなければならない。乾燥に耐えられたオパールだけをカットし指輪などの宝飾品に加工される。このようなオパールは普通に取り扱っている限りは特に問題がない。

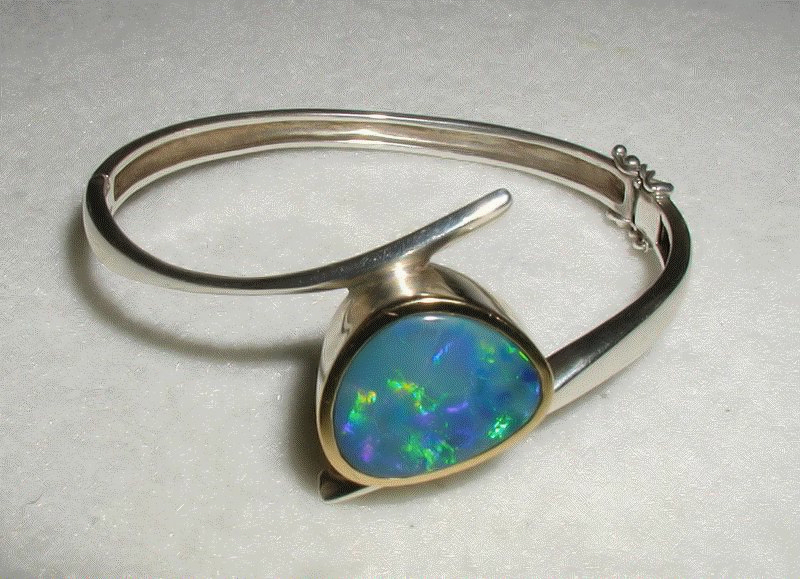
オパール
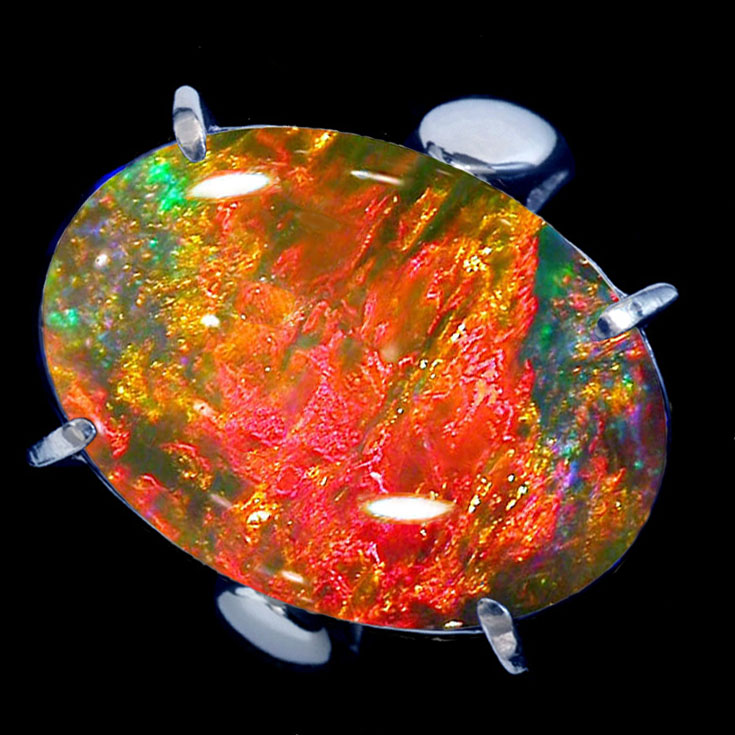
プレシャス・オパールの指輪

## サイド・ストーリー
オクタビアヌスは、ローマ帝国の3分の1を売って入手しようとしたとされる。大プリニウスは、『博物誌』第37巻で、オパールについて言及している。宮沢賢治は、彼の作品『貝の火』、『楢ノ木大学士の野宿』でオパールを取り上げて、その輝きについて描写している。

### 透蛋白石
水分が蒸発したものを透蛋白石 (hydrophane) という。水につけると乳白色から透明に色が変わるので、「カメレオンオパール」などと称して販売されているが、水中の塩素などと反応してしまう可能性があるので宝石を水につけない方がよい。

### ウォーターオパール
ウォーターオパールとして市場に出回っているメキシコ産オパールがある。これは地色が無色透明に近いと確認されたメキシコオパールである。ウォーターオパールは地色が無色であるため、斑の弱いものは宝飾品に加工すると石そのものの存在感が薄くなる場合が多い。裸石（ルース）の状態ではそのようなことは気にならないため、裸石（ルース）収集家向きのオパールと言える。極上のウォーターオパールは文字通り水滴のように透明感のあるオパール石である。白い紙の上に置くとオパール石自体が極めて透明であたかも水滴を垂らしたようにみえるがこれを抜けの良いオパールまたは白メキと呼んでいる。ウォーターオパールの高品質とされる石はやはりファイアーすなわち斑の豊かな遊色効果のすぐれたものが珍重され特に赤、橙、黄、青、緑のピンファイアーまたはジュビア (lluvia) が出る石は極めて高価である。日本国内ではファイアーオパールよりも人気のあるオパールである。

### 世界最高額のオパール原石
20世紀にオーストラリアで発見された原石、オリンピック・オーストラリスは重さ3.45キログラム、価格は190万ドルと世界最大級かつ最大価格と推測されている。